# Aéroport de Fairview
L'aéroport de Fairview est un aéroport situé en Alberta, au Canada.